# 연성 섬유종
연성 섬유종(軟性纖維腫, acrochordon, skin tag, fibroepithelial polyp)은 목, 겨드랑이, 서혜부와 같이 피부에 주름이 형성된 부위에 주로 형성되는 조그마한 양성 종양이다. 쥐젖이라고도 한다. 얼굴에도 날 수 있는데, 보통 눈꺼풀 위에 난다. 연성 섬유종은 무해하며, 일반적으로 통증이 없고 시간이 지남에 따라 변화하거나 성장하지 않는 경향이 있다. 최대 0.5인치 길이가 관찰되지만 일반적으로 밥 한 톨만한 크기이다.

## 치료
연성 섬유종은 양성이기 때문에 쥐젖이 자주 자극적이거나 화장품 문제가 있는 것이 아니라면 치료는 필요하지 않다.

## 같이 보기
- 전염성 연속종